# Bullace, Shepherd's
Bullace, Shepherd's o Shepherd's Bullace una variedad cultivar de ciruelo (Prunus domestica subsp. insititia), de las denominadas ciruelas europeas.Una variedad de ciruela conocida en Inglaterra desde tiempos inmemoriales, fue descrita en 1892. Las frutas tienen tamaño pequeño de forma redondos u oblongos, piel gruesa, ácida, siendo el color de la piel amarillo a amarillo verdoso y algunos rubores rojizos en las zonas expuestas al sol, y pulpa de color amarillo dorado, textura moderadamente firme, muy jugosa, a menudo un poco astringente y no muy dulce, tiene un sabor fuerte.

## Sinonimia
- "Shepherd's Bullace",
- "Shepherds Bullace".

## Historia
Las ciruelas 'Bullace, Shepherd's' variedad de ciruela conocido en Inglaterra desde tiempos inmemoriales. "Bullace" es una variedad de ciruela que da frutos comestibles similares a los de la ciruela damascena, y al igual que la ciruela damascena, se considera que es una cepa de la Prunus domestica subsp. insititia. Aunque el término "Bullace" se ha aplicado regionalmente a varios tipos diferentes de "ciruela silvestre" que se encuentran en el Reino Unido, generalmente se usa para referirse a variedades con forma esférica, a diferencia de las ciruelas damascenas ovaladas "Damson". Las ciruelas "Bullace" se cultivaron en jardines domésticos como una variedad culinaria y como seto protector para otras plantas de huerto.
Una variedad de ciruela conocida en Inglaterra desde tiempos inmemoriales, fue descrita en el siglo  XIX. Sus orígenes exactos son desconocidos, pero es muy popular en Kent y Essex.
'Bullace, Shepherds' está cultivada en diversos bancos de germoplasma de cultivos vivos, tales como en National Fruit Collection (Colección Nacional de Fruta) de Reino Unido con el número de accesión: 1947-481 y Nombre Accesión : Bullace, Shepherd's. El espécimen fue recibido en el «National Fruit Trials» (Probatorio Nacional de Frutas), para evaluar sus características en 1947.

## Características
'Bullace, Shepherds' árbol de porte extenso, moderadamente vigoroso, erguido, productivo, floración abundante. Autofértil. Flor blanca, que tiene un tiempo de floración que comienza a partir del 15 de abril con el 10% de floración, para el 20 de abril tiene una floración completa (80%), y para el 5 de mayo tiene un 90% de caída de pétalos.
'Bullace, Shepherds' tiene una talla de tamaño pequeño de forma redondos u oblongos, cavidad poco profunda, estrecha, abrupta, sutura pronunciada, una línea distinta; ápice redondeado, con peso promedio de 19.40 g; epidermis tiene una piel gruesa, ácida, siendo el color de la piel amarillo a amarillo verdoso y algunos rubores rojizos en las zonas expuestas al sol, cubierto de pruina de mediano espesor, punteado pequeños, pocos; pedúnculo glabro, con una longitud promedio de 12.40 mm, pubescente, bien adherido al fruto con la cavidad del pedúnculo estrecha y apenas pronunciada; pulpa de color amarillo dorado, textura moderadamente firme, muy jugosa, a menudo un poco astringente y no muy dulce, tiene un sabor fuerte.
Hueso semi adherido, irregular y ampliamente ovada, aplanada, áspera, ligeramente comprimida y con cuello en la base, roma o aguda en el ápice, sutura ventral estrecha, alada, sutura dorsal aguda o levemente surcada.
Su tiempo de recogida de cosecha es tardío, se inicia en su maduración de finales de septiembre a principios de octubre. Es mejor dejar los frutos en el árbol el mayor tiempo posible.

## Usos
Esta ciruela es bien conocida en diversas regiones de Inglaterra, Shepherds Bullace es una variedad tradicional inglesa. Produce una abundante cosecha de frutos que son buenos para cocinar en tartas, pudines y ginebra.